# Skocznie narciarskie w Krakowie
Skocznie narciarskie w Krakowie – nieistniejące już małe skocznie narciarskie w Krakowie, usytuowane na północnym zboczu Sikornika, w Lesie Wolskim, na terenie Woli Justowskiej.

## Pierwsza skocznia
Pierwsza skocznia powstała na początku lat dwudziestych XX wieku, nie później niż w 1922. Występowali na niej najlepsi wówczas polscy zawodnicy na czele z Aleksandrem Rozmusem i Henrykiem Mückenbrunnem. Rozmus został pierwszym rekordzistą skoczni z wynikiem 18 metrów, a Mückenbrunn zwyciężył tu w konkursie przeprowadzonym w 1922.
Była to skocznia drewniana z naturalnym rozbiegiem i zeskokiem, oddawano na niej skoki do 30 metrów.
Została rozebrana w latach pięćdziesiątych.

## Druga skocznia

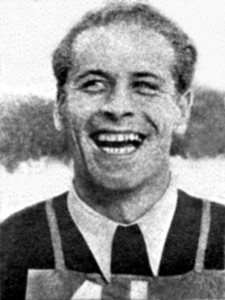
Stanisław Marusarz (1949)

Prace nad nową skocznią, o punkcie konstrukcyjnym ok. 40 metrów, rozpoczęto pod nadzorem Stanisława Marusarza na początku lat pięćdziesiątych. Przerwano je niedługo przed ukończeniem, gdyż Marusarz i robotnicy nie otrzymali pensji. Skocznia została ukończona bez jego udziału.
Skocznia powstała z inicjatywy sekcji narciarskiej Kolejarza Kraków.
Uroczyste otwarcie i pierwszy konkurs na nowym obiekcie odbyły się 4 lutego 1951. Zwyciężył Antoni Wieczorek (LKS Szczyrk), który ustalił rekord obiektu – 33 metry. Drugie miejsce zajął Tadeusz Kozak (30 i 31,5 m), trzecie Jan Klamerus (29,5 i 31 m), a kolejne Józef Klamerus i Tadeusz Gąsienica-Fronek (wszyscy Gwardia Zakopane). Kolejny konkurs 11 marca wygrał zawodnik krakowskiej Gwardii Władysław Dzięgiel (33 i 31,5 m), który wyrównał rekord Wieczorka, drugi ponownie był Tadeusz Kozak (29,5 i 30 m), a trzeci Zachara (Ogniwo Kraków, 31 i 31 m). Zawody obserwowało 3000 widzów.
Na drugiej skoczni rozegrano tylko kilka konkursów, następnie nieużywana uległa całkowitemu zniszczeniu. Ostatni konkurs rozegrano prawdopodobnie 6 stycznia 1963. Wystartowało w nim sumie 40 zawodników z klubów sportowych z Nowego Targu, Poronina, Warszawy, Rabki-Zdrój i Zakopanego. W najstarszej kategorii wiekowej (seniorzy i juniorzy C) zwyciężył Franciszek Kłaput (Podhale Nowy Targ), który w trzeciej serii oddał najdalszy skok zawodów, lądując na 38. metrze. W kategorii junior B wygrał Stanisław Orawiec z LKS-u Poroniec, a w kategorii junior A najlepszy był Andrzej Orawiec (LKS Poroniec).

## XXI wiek
W drugiej dekadzie XXI wieku jedyną pozostałością po krakowskich skoczniach narciarskich był kamienny próg oraz latarnie. Pojawiały się w tym czasie pomysły na zbudowanie nowej skoczni – ponownie na Sikorniku bądź w Parku Jordana. W grudniu 2012, na jeden weekend, na Rynku Głównym pojawiła się mini-skocznia K-4.